# Brachynopus latus
Brachynopus latus – gatunek chrząszcza z rodziny kusakowatych, podrodziny łodzikowatych i plemienia Scaphisomatini.
Gatunek ten opisany został w 1881 roku przez Thomasa Brouna.
Chrząszcz o ciele długości od 1,55 do 2 mm, w zarysie owalnym i silnie zwężonym ku końcowi, o ubarwieniu czarnym ze zwykle ochrowymi: odnóżami, czułkami, wierzchołkiem pokryw i końcowymi segmentami odwłoka, a czasami z rozjaśnionym przedpleczem i spodem ciała. Aparat gębowy cechują szersze niż dłuższe żuwki zewnętrzne oraz silnie zakrzywione ostatnie człony głaszczków wargowych, osadzone wierzchołkowo na członach przedostatnich. Podszczękowa powierzchnia głowy zaopatrzona jest w dołkowane kanaliki, a gularna pozbawiona jest poprzecznej grupki porów. Przedplecze ma tylne kąty nie dochodzące do szwów anapleuralnych. Panewki bioder przednich odnóży mają oszczecinione przednie krawędzie. Szerokość ukrytej pod pokrywami tarczki wynosi ⅓ szerokości wierzchu skrzydłotułowia. Na pokrywach występują silne punkty, natomiast brak rzędów nasadowych i kolców przyszwowych. Podgięcia pokryw są szerokie. Linie biodrowe za środkową parą odnóży są asymetrycznie łukowato wygięte. Zapiersie (metawentryt) jest zlane z episternitami zatułowia. Tylna para skrzydeł jest co najwyżej szczątkowa. W odnóżach przedniej i środkowej pary golenie są pozbawione kolców nasadowych. U samca edeagus ma w woreczku wewnętrznym trzyczęściowy skleryt.
Owad endemiczny dla Nowej Zelandii, znany z północnej części Wyspy Północnej oraz Wysp Trzech Króli. Żeruje na podstawczakach z takich rodzajów jak Agrocybe, Aseroe, Coltricia, Ganoderma, Phanerochaete, Phellinus, Schizopora, Scytinostroma i Stereum oraz śluzowcach z rodzajów Arcyria i Stemonitis.